# Vlasy (film)
Vlasy, anglicky Hair, jsou jeden z nejznámějších filmů Miloše Formana. Byl natočen v roce 1979 podle stejnojmenného broadwayského muzikálu z roku 1968. Texty písní napsali Gerome Ragni a James Rado. Hudbu složil Galt MacDarmot. Do češtiny přeložil Jiří Josek. Do kin v Československu byl film uveden teprve 1. května 1989.

## Děj
Claude Bukowski odjíždí z Oklahomy do New Yorku, aby mohl za pár dní nastoupit do vojenské služby. Původně má v plánu prohlédnout si památky, jenže v Central Parku potká davy zpívajících hipíků. Se čtyřmi z nich (Bergerem, Jeannie, Hudem a Woofem) se seznámí. Sdělí jim své plány, ale vysmátý Berger ho zatáhne do party, kde se kouří tráva a berou různé drogy, hlavně LSD. V parku také vidí projíždět místní zbohatlíky a jejich dceru Sheilu, do které se na první pohled zamiluje.
Následující den vidí Berger v novinách článek o slavnosti, kterou pořádá Sheilina rodina. Dostanou se tam, ale po Bergerově tanečním a pěveckém představení (písnička I got Life) na stole, na ně majitel zavolá policii. Ve věznici zpívá Woof o krásném pocitu, jaké je to mít co nejdelší vlasy – (hlavní písnička filmu Hair). Z vězení se za pomocí Clauda dostane nejprve Berger, který za pár hodin sežene peníze na zaplacení pokuty i pro ostatní. Poté jdou všichni oslavovat do Central Parku, kde se zpívá, tancuje a samozřejmě fetuje. LSD ale vystačí jenom na Clauda a tak poprvé pozná, jaké je to být na pořádném tripu. Večer se jdou všichni koupat do nedalekého rybníka. Když jsou ve vodě sami Sheila a Claude, ostatní z party jim vezmou oblečení a naštvaná Sheila jede domů v taxíku polonahá. Claude se s Bergerem pohádá, protože to je jeho poslední večer a chtěl si ho užít.
Ráno nastoupí do armády. Mezitím co se s ostatními vojáky připravuje a cvičí, Sheila přečte dopis ostatním od Clauda – je teď v Nevadě a Berger za ním spontánně naplánuje výlet. Jakmile dorazí na místo, nastane první problém. Vojáci mají pohotovost, takže na základnu nikdo nesmí. Sheila proto svede jednoho vojáka v baru a opilého ho svleče, společně s ostatními mu ukradnou oblečení a auto. Berger se ostříhá a vydává se za vojáka. Nejprve chce Clauda odvézt v kufru na piknik za ostatními, ale protože je každou hodinu počítají, Berger se s ním na jedno odpoledne jednoduše prohodí. Mezitím co si Claude užívá s kamarády, na základně panuje zmatek. Všichni vojáci se mají seřadit, sbalit si všechny věci a připravit se k odletu do Vietnamu. Zmatený a vyděšený Berger si v šoku sbaluje batoh a nakonec se přihlásí pod jménem Bukowski. Těsně poté se Claude vrací na základnu a se zděšením zjišťuje co se stalo, snaží se ještě najít Bergera, ale už je pozdě. Berger s ostatními vojáky odlétá do Vietnamu.
U tisícovek hrobů na Arlingtonském národním hřbitově stojí stará parta, ovšem už bez Bergera. Jeho jméno George Berger (2. října 1945-6. dubna 1968) je vytesáno na kameni před nimi. Všichni zpívají závěrečnou píseň za padlé vojáky Let the Sunshine in.

## Hrají
- John Savage – Claude Bukowski
- Treat Williams – Berger
- Beverly D'Angelo – Sheila Franklin
- Annie Golden – Jeannie
- Dorsey Wright – Hud
- Don Dacus – Woof
- Miles Chapin – Steve
- Cheryl Barnes – Hudova přítelkyně

## Seznam písní
1. Aquarius
2. Sodomy
3. Donna / Hashish
4. Colored Spade
5. Manchester
6. Abie Baby / Fourscore
7. I'm Black / Ain't Got No
8. Air
9. Party Music
10. My Conviction
11. I Got Life
12. Frank Mills
13. Hair
14. L.B.J.
15. Electric Blues / Old Fashioned Melody
16. Hare Krishna
17. Where Do I Go?
18. Black Boys
19. White Boys
20. Walking In Space
21. Easy To Be Hard
22. 3-5-0-0
23. Good Morning Starshine
24. What A Piece of Work Is Man
25. Somebody To Love
26. Don't Put It Down
27. The Flesh Failures / Let The Sunshine In